# Taubenturm (Saint-Pierre-sur-Dives)

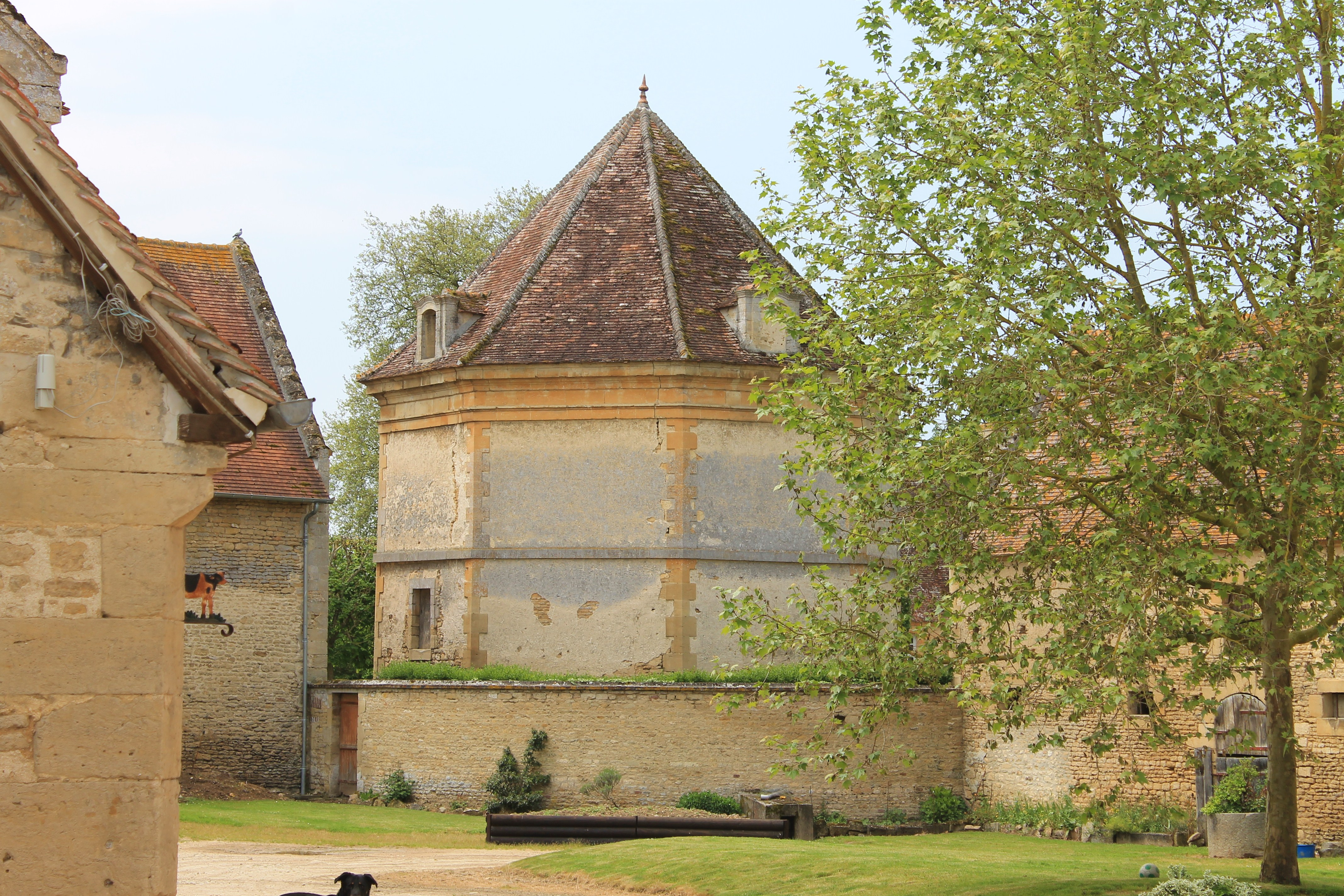
Taubenturm in Saint-Pierre-sur-Dives

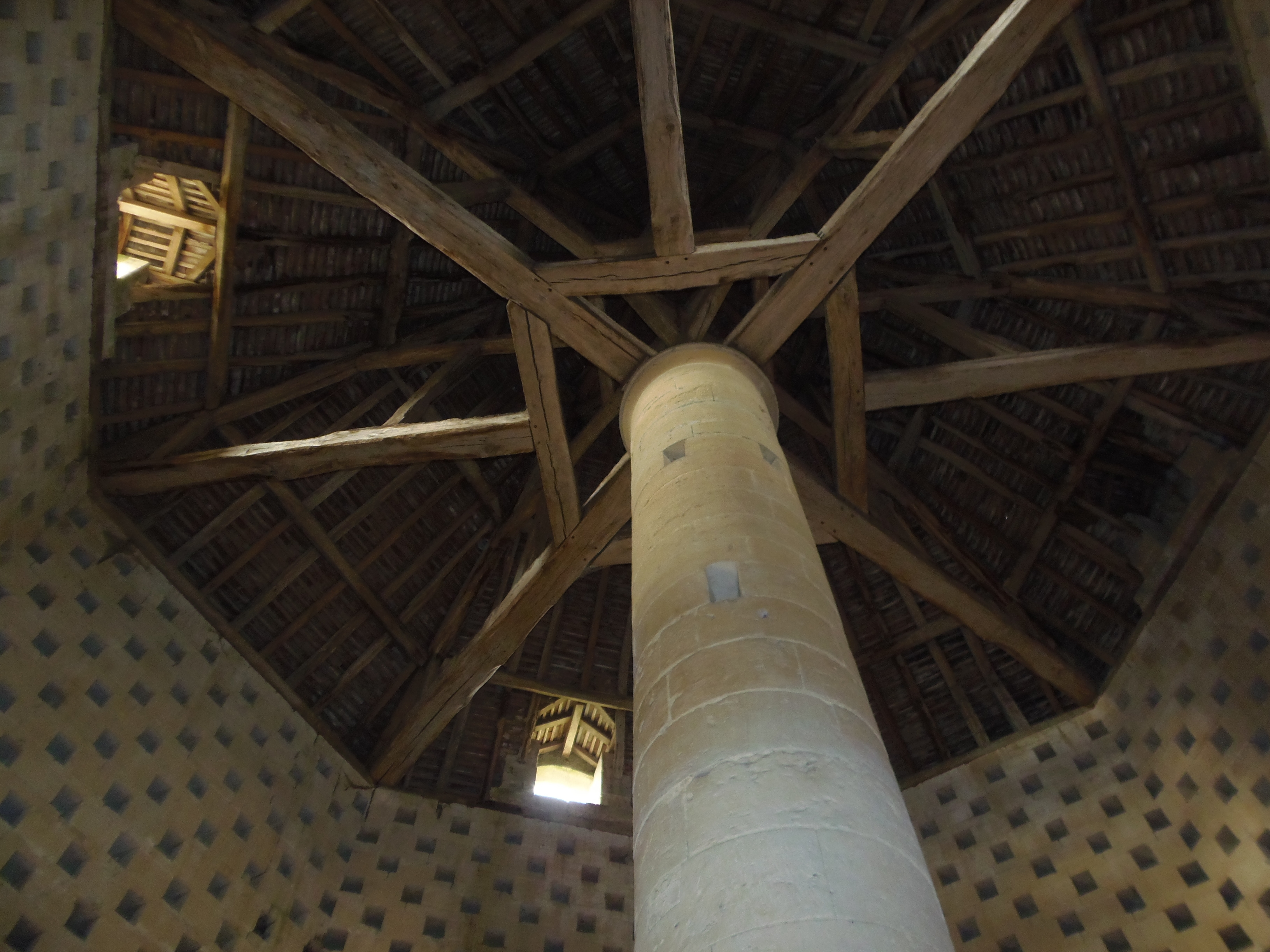
Innenansicht

Der Taubenturm (französisch colombier oder pigeonnier) in Saint-Pierre-sur-Dives, einer französischen Gemeinde im Département Calvados in der Region Normandie, wurde in der zweiten Hälfte des 18. Jahrhunderts errichtet. Der Taubenturm steht als Teil des Château de Carel seit 1971 als Monument historique auf der Liste der Baudenkmäler in Frankreich.
Der achteckige Turm aus Bruchsteinmauerwerk mit Eckquaderung aus Haustein wird von einem Dachknauf bekrönt.